# Partido Revolucionario (Guatemala)
El Partido Revolucionario (PR) fue un partido político de Guatemala que existió de 1957 a 1995 y estuvo en el poder de 1966 a 1970.

## Historia

### Como Partido Revolucionario
El partido fue fundado en 1957 por Mario Méndez Montenegro. Era de izquierda moderada, pero sus opositores afirmaban que a principios de la década de 1960, los comunistas del país adoptaron una política de entrar hacia el PR, que fue utilizada como justificación del golpe de Estado del general Enrique Peralta Azurdia.
A pesar de esto, el PR sobrevivió al golpe y participó en las elecciones generales de 1966, logrando ganar los 50.000 miembros requeridos por el gobierno militar para poder postularse. Méndez Montenegro fue elegido inicialmente como su candidato presidencial y acordó una alianza con el Partido Institucional Democrático (PID), respaldado por los militares. Sin embargo, antes de la votación, Méndez Montenegro murió y fue reemplazado como candidato por su hermano, Julio César Méndez Montenegro, un reformador más comprometido que repudió la alianza con los militares.
El hermano menor de Méndez Montenegro fue elegido como presidente, pero las reformas prometidas se implementaron deficientemente ya que, a pesar de su repudio a cualquier alianza, los militares seguían siendo un control demasiado poderoso de sus ambiciones. Junto a esto, el gobierno también se vio afectado por la violencia del Movimiento de Liberación Nacional de extrema derecha, que pasaría a ser los compañeros de fórmula del PID en su exitosa campaña electoral de 1970.
El PR siguió siendo una importante fuerza de oposición a pesar de no recuperar la presidencia, pero a fines de la década de 1970, el partido se movió hacia la derecha y se volvió más favorable a los militares hasta el punto de que fueron los compañeros de fórmula del Partido Institucional Democrático en las elecciones generales de 1978 en las que resultó elegido como presidente Fernando Romeo Lucas García.
Francisco Villagrán Kramer se convirtió en vicepresidente, con la esperanza de que la entrada del PR en una coalición con el partido pro militar proporcionaría un contrapeso moderado, pero renunció en 1980 y se fue a Estados Unidos después de desacuerdos dentro del gobierno. Sin embargo, la coalición se mantuvo para 1982 cuando respaldó a Ángel Aníbal Guevara, quien ganó unas elecciones fraudulentas. El flagrante fraude fue uno de las causas que desencadenaron un golpe militar que colocó en el poder a Efraín Ríos Montt.
En las elecciones a la Asamblea Constituyente de 1984, el PR obtuvo 10 escaños. En 1985, el PR se alió con el Partido Democrático de Conciliación Nacional y apoyó a Jorge Serrano Elías en la carrera presidencial. Serrano quedó en tercer lugar y la alianza obtuvo 11 escaños en el Congreso. El PR perdió su influencia al punto que cuando se realizaron las elecciones de 1990, el partido capturó solo un escaño en el Congreso. Ese escaño se perdió posteriormente y el PR desapareció de la política guatemalteca.

#### Como Frente Democrático Nueva Guatemala
Para las elecciones de 1995 el PR cambió de nombre al FDNG cambiando su símbolo del mapa azul en el círculo amarillo al de un tríangulo con un hombre dentro sosteniendólo postulando a Jorge Luis González del Valle y a Juan de León Alvarado como sus candidatos a presidente y vicepresidente respectivamente obteniendo el 7.78% en la presidencia obteniendo 6 diputados al congreso,4 alcaldías y 2 diputados al Parlacen.En las elecciones de 1999  postularon a Ana Catalina Soberanis Reyes como su candidata a la presidencia obteniendo el 1% de los votos sin obtener representación en el congreso ni al Parlacen aunque  ganó 5 alcaldías ,debido a eso el TSE canceló el partido el 22 de febrero de 2000 tras  5 años de vida política .